# Timmeltal

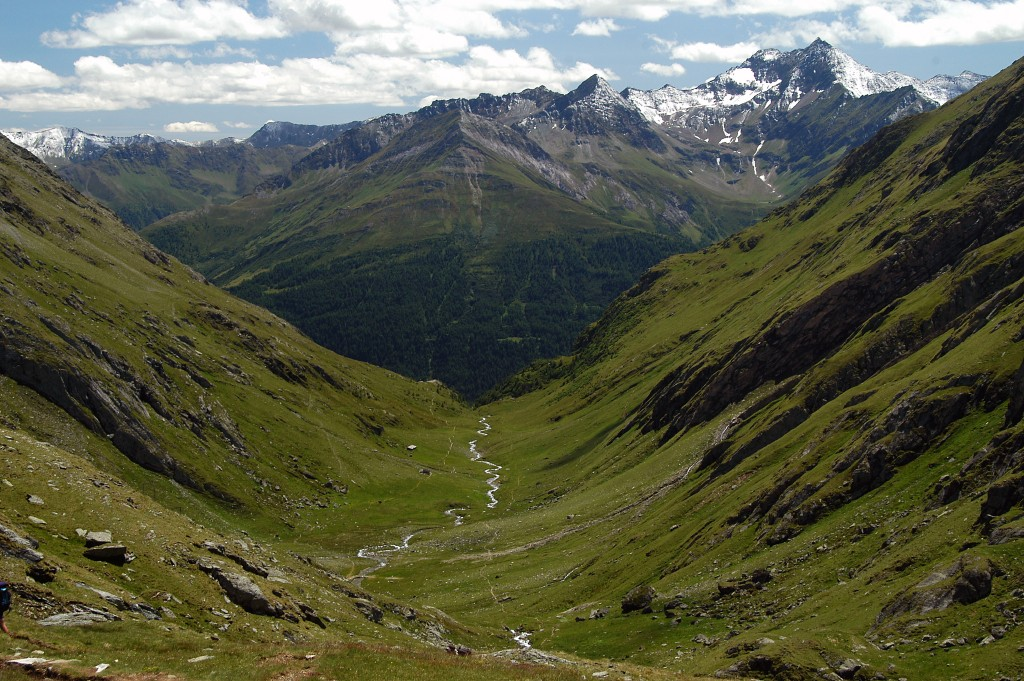
Timmeltal, gesehen von der Eisseehütte; auf Talachse gegenüber der Berger Kogel, rechts davon die Lasörlinggruppe

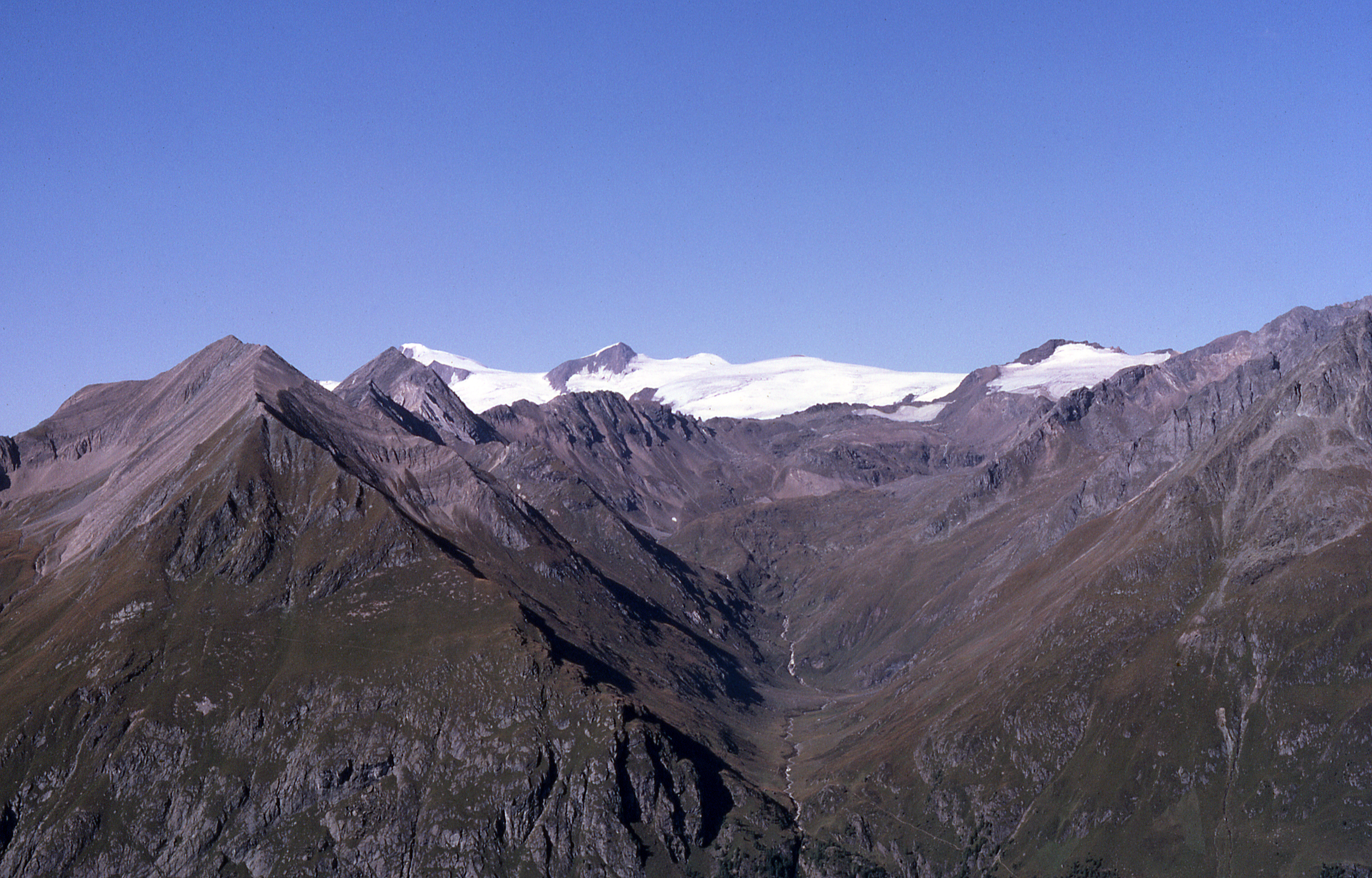
Timmeltal, vom Berger Kogel (2.656 m) aus gesehen. Links der Gletschermitte: Rainerhorn, dann Großvenediger, rechts die Weißspitze mit Wallhorntörl an deren Flanke (1982)

Das Timmeltal ist ein nördliches Seitental des Virgentals in Osttirol. Es gehört zu der Venedigergruppe, die einen bedeutenden Teil des Alpenhauptkamms der Hohen Tauern bildet.
Der nördliche Abschluss wird durch das Wallhorntörl (3.045 m) gebildet, über das ein Übergang zum Defreggerhaus unterhalb des Großvenedigers möglich ist.
Das Timmeltal durchfließt der Timmelbach, der über zwei Steilstufen stürzt: in knapp 2.500 m Höhe unterhalb der Eisseehütte und am Talausgang noch einmal nach Prägraten hinab.
Das Timmeltal ist während der Sommermonate auch wegen des Vorkommens zum Teil seltener Alpenflora ein beliebtes Ziel für Wanderer und wird von einer Reihe von Hochtouren in der Venedigergruppe berührt.